# Ascensão (Pará de Minas)
Ascensão é um distrito do município brasileiro de Pará de Minas, no estado de Minas Gerais. Segundo o censo demográfico de 2022, realizado pelo Instituto Brasileiro de Geografia e Estatística (IBGE), sua população era de 2 586 habitantes e havia 750 domicílios particulares permanentes ocupados. Possui área de 47,13 km² conforme a Fundação João Pinheiro (FJP). Foi criado pela lei estadual nº 2.764 de 30 de dezembro de 1962.
De acordo com o IBGE, em 2010 a população era de 2 191 habitantes e havia 820 domicílios particulares.